# Robert Treat Paine (Politiker, 1731)

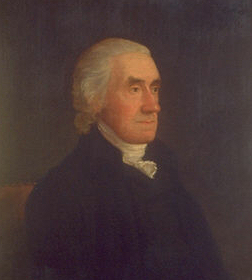
Robert Treat Paine

Robert Treat Paine (* 11. März 1731 in Boston, Province of Massachusetts Bay, Kolonie des Königreichs Großbritannien; † 11. Mai 1814 in Boston, Massachusetts, USA) war ein britisch-amerikanischer Jurist und Politiker. Als einer der Unterzeichner der amerikanischen Unabhängigkeitserklärung für Massachusetts wird er zu den Gründervätern der USA gezählt.

## Leben
Paine wurde in Boston geboren und besuchte die Lateinschule Boston Latin School. 1749 schloss er das Harvard College ab, dann unterrichtete er und studierte Theologie. Er wurde Händler und reiste durch die südlichen Kolonien, Spanien, die Azoren und England. Nach seiner Heimkehr wurde er 1757 oder 1759 in Massachusetts zur juristischen Praxis zugelassen. Er praktizierte in Portland (heute in Maine, damals jedoch in Massachusetts gelegen) und später in Taunton.
1768 war er Delegierter im Provinzialkongress, der zum Treffen in Boston aufrief und die Anklage von Kapitän Thomas Preston und seiner britischen Soldaten nach dem Massaker von Boston vom 5. März 1770 führte.
Er diente von 1773 bis 1774 im Allgemeinen Gerichtshof von Massachusetts, von 1774 bis 1775 im Provinzialkongress und repräsentierte Massachusetts 1776 im Kontinentalkongress. Im Kongress verblieb er von 1774 bis 1778 und half, die Debattenregeln aufzustellen und Schießpulver für den bevorstehenden Krieg zu beschaffen. 1775 unterzeichnete er die Palmzweigpetition, den letzten Appell an den König.
Er war 1777 Sprecher des Repräsentantenhauses von Massachusetts und 1779 Mitglied des Exekutivrates, Mitglied der Kommission, die 1780 die Verfassung entwarf, von 1777 bis 1790 Attorney General von Massachusetts und Richter am Massachusetts Supreme Judicial Court von 1790 bis zu seinem Rückzug in den Ruhestand 1804. 1780 gehörte er zu den ersten Mitgliedern der American Academy of Arts and Sciences. Als er 1814 mit 83 Jahren starb, wurde er auf dem Granary Burying Ground in Boston beigesetzt.
Paine ist Namenspatron des Schauspielers Treat Williams und mütterlicherseits einer seiner Vorfahren.